# Barbe-Bleue (film, 1936)
Pour les articles homonymes, voir Barbe-Bleue (homonymie).
Pour plus de détails, voir Fiche technique et Distribution.
Barbe-Bleue est un court métrage d'animation en volume, réalisé par Jean Painlevé en 1936, avec l'aide du sculpteur René Bertrand.

## Synopsis
D'après le conte de Charles Perrault, La Barbe bleue.

## Fiche technique
- Réalisation : Jean Painlevé
- D'après le conte de Charles Perrault, La Barbe bleue[2]
- Musique : Maurice Jaubert[2]
- Pays :  France
- Format :  Couleur (Gasparcolor) - 1,37:1 - 35 mm - son mono
- Genre : court métrage
- Durée : 13 minutes
- Couleur
- Date de sortie : 1936

## Technique utilisée
- La technique utilisée pour la mise en couleur est le gasparcolor (en) inventé par le Hongrois Bela Gaspar.
- Ce film d'animation a été réalisé en pâte à modeler[2].